# Anne Lauvergeon
Anne Lauvergeon (* 2. August 1959 in Dijon) ist eine französische Geschäftsfrau. Seit 1999 war sie Vorstandsvorsitzende des auf Kernbrennstoffe fokussierten Konzerns Cogema, der mit anderen Unternehmen der Nuklearbranche zur Areva-Gruppe fusionierte, deren Führung sie übernahm. Nachdem das Unternehmen hohe Verluste auswies, gab sie dieses Amt im Juni 2011 ab. Sie ist Mitglied in den Vorständen von Total, SAFRAN, Vodafone und der EADS, von 2000 bis 2012 war sie in diesem Amt auch bei Suez tätig.  Von 2004 bis 2010 wird sie in der Liste der 100 mächtigsten Frauen der Welt des Forbes Magazine geführt. 2008 belegte sie auf der Weltrangliste Platz 8, 2007 Platz 14. In Frankreich galt sie damals als Nummer 1 und in Europa belegte sie Platz 3.

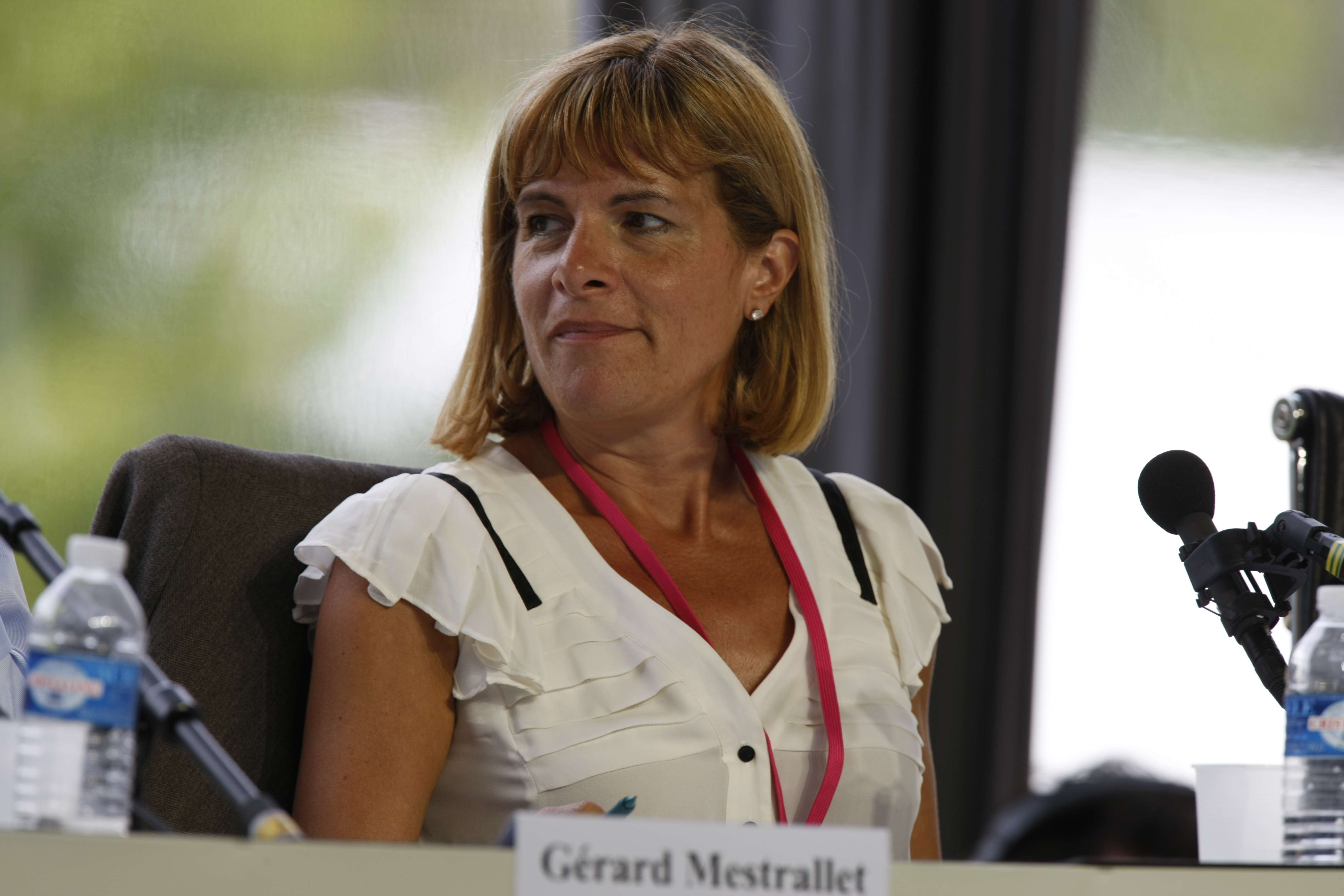
Anne Lauvergeon (2009)

2006 war sie die weibliche Vorgesetzte mit den meisten Mitarbeitern weltweit und galt als eine der mächtigsten Frauen weltweit. Anne Lauvergeon sitzt dem Aufsichtsrat der École des Mines de Nancy vor und leitet einen Förder- und Freundeskreis des Institut François Mitterrand. Sie ist Mitglied der französischen sozialistischen Partei. Bekannte Widersacher der streitbaren sozialistischen Managerin waren die konservativen Politiker Thierry Breton und Jacques Chirac, im Falle eines Sieges der Präsidentschaftskandidatin Ségolène Royal 2007 war sie für ein Ministeramt im Gespräch. Einen angefragten Eintritt in die Regierung Sarkozy lehnte Anne Lauvergeon im gleichen Jahr ab. In den Jahren 2013 und 2014 war sie Mitglied einer von Premierminister Jean-Marc Ayrault einberufenen Kommission zur Bestimmung von wissenschaftlichen, ökonomischen und unternehmerischen Herausforderungen für die kommenden Jahre.

## Biographie
1978 begann sie die École Normale Supérieure. Sie schloss im Lehramt Physik ab, bevor sie in den Bereich Montanwissenschaften einstieg.
1983 absolvierte sie ein Praktikum bei Usinor, 1984 arbeitete sie im Bereich Reaktorsicherheit. 1985 bis 1988 war sie bei der IGC und in der Industrie und Umweltbehörden tätig. 1990 arbeitete sie als Wirtschaftsbeauftragte bei François Mitterrand und als politischer Sherpa in Vorbereitung von  G7-Tagungen.
Ab 1995 war Anne Lauvergeon im Banksektor tätig, u. a. bei Lazard. 1997 trat sie in die Leitung von Alcatel ein. Sie ist verheiratet und hat zwei Kinder, einen Sohn und eine Tochter.

### Tätigkeit in der Nuklearindustrie

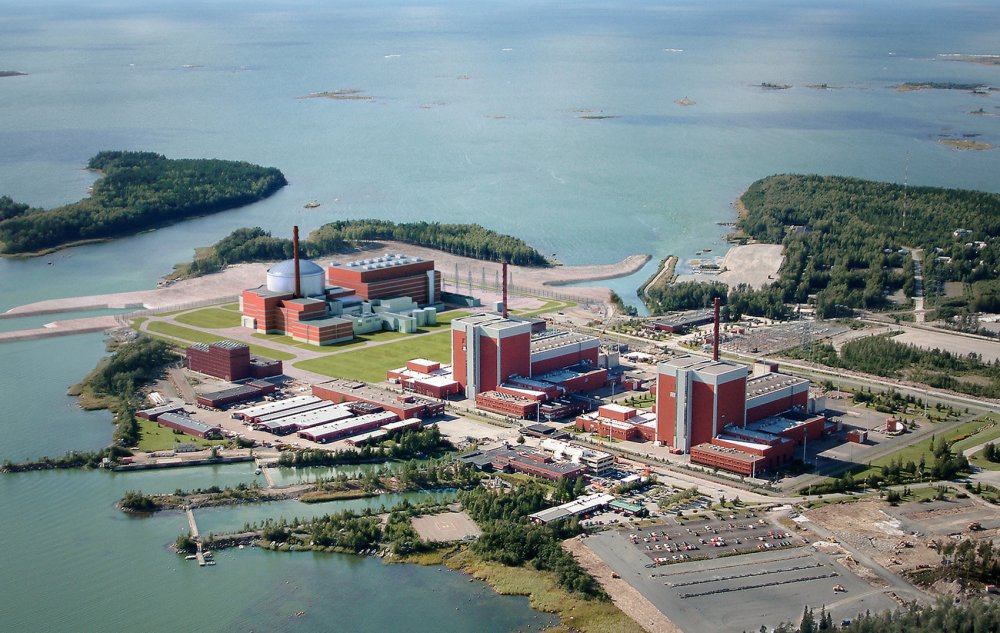
Das Kernkraftwerk Olkiluoto mit dem im Bau befindlichen EPR im Hintergrund als Fotomontage

1999 wurde sie Chefin von Cogema und folgte dabei Jean Syrota nach. 2001 wurde Cogema mit Framatome und Siemensanteilen zu Areva zusammengelegt.
Unter ihrer Führung zeigte der ehemalige Staatskonzern mehr Offenheit, etwa bei der umstrittenen Wiederaufarbeitungsanlage La Hague. Innerhalb der Areva hat sie den Frauenanteil von 10 auf 20 % erhöht und setzt sich für eine bessere Vereinbarkeit von Beruf und Familie ein.
Das wichtigste Projekt für Areva ist der neue europäische Druckwasserreaktor EPR. Den ersten Auftrag für einen Reaktorneubau („Block 3“) im finnischen Olkiluoto erhielt AREVA 2003. Der EPR soll die französischen  und deutschen Druckwasserreaktorlinien zusammenführen und galt als ein Schlüsselprojekt für eine mögliche europäische Renaissance der Kernenergie. Baubeginn in Finnland war im August 2005. Anne Lauvergeon wurde für Verzögerungen und Probleme bei dieser Entwicklung und der Realisierung verantwortlich gemacht (zu Bauproblemen siehe hier).
Nach der Nuklearunfällen von Fukushima-Daiichi am 11. März 2011 hatten Vertreter der japanischen Opposition wie z. B. Tarō Kōno das Krisenmanagement der Tōkyō Denryoku (Tokyo Electric Power Company – TEPCO) heftig kritisiert und die umgehende Einbindung ausländischer Experten und Ausrüstung gefordert. Zwei Wochen später flog Lauvergeon mit einer Expertengruppe des Kernkraftwerkes Marcoule nach Japan. Lauvergeon schien mit dieser öffentlichkeitswirksamen Aktion ihre Position an der Spitze des Arevakonzerns zu sichern, nachdem sie zuvor wegen mangelhaften Krisenmanagements unter heftiger öffentlicher Kritik stand. Nachdem Areva im Juni 2011 jedoch für das Jahr 2010 einen operativen Verlust von 423 Millionen Euro bekanntgegeben hatte, musste Lauvergeon auf Entscheidung des Präsidenten der Republik, Nicolas Sarkozy, und entgegen der Empfehlung des Präsidenten des Aufsichtsrats, Jean-Cyril Spinetta, die Leitung von Areva abgeben. Der zuständige Fachminister, Éric Besson, bescheinigte ihr eine «gute Bilanz» und gab der Überzeugung Ausdruck, dass Lauvergeons Nachfolger und bisheriger Stellvertreter, Luc Oursel, ihre Strategien fortführen werde. Nach ihrem Ausscheiden bei Areva erhielt Lauvergeon eine Abfindung von 1,5 Millionen Euro, außerdem 319.045 Euro als Ausgleich für Unkosten in der 2. Jahreshälfte 2011 (für Sekretariat, Leibwächter und Sicherheitsdienst).

### Tätigkeiten in Verwaltungs- und Aufsichtsräten
Im Juli 2011 wurde Lauvergeon auf Vorschlag von Édouard de Rothschild, des Hauptaktionärs der Tageszeitung, zur Vorsitzenden des Aufsichtsrats von Libération ernannt. 2011 wurde sie außerdem zur Präsidentin einer Stiftung der Union des industries et métiers de la métallurgie (UIMM), der französischen Metallarbeitgeber-Vereinigung, ernannt.
Vor der Präsidentschaftswahl 2012 wurde darüber spekuliert, dass Lauvergeon im Falle eines Wahlsieges von François Hollande Mitglied einer sozialistischen Regierung werden könnte. Im April 2012 erschien ihr Buch La Femme qui résiste („Die Frau, die sich wehrt“), in dem sie ihre eigene Sicht der Gründung und der Entwicklung von Areva darstellte. Bei dieser Gelegenheit erneuert sie ihre Kritik an der von Nicolas Sarkozy verfolgten Politik des Staates als Aktionär großer Unternehmen und an der Unternehmenspolitik Henri Proglios bei der Führung von Électricité de France (EDF), der börsennotierten, staatlich dominierten französischen Elektrizitätsgesellschaft.
Im November 2012 wurde Anne Lauvergeon von der Regierung Ayrault in den Lenkungsausschuss der nationalen Debatte über die Energiewende (transition énergétique) berufen. Sie war in die Pläne der französischen Regierung zur Schaffung einer europäischen Energiegemeinschaft einbezogen. Im November 2012 wurde sie zur Präsidentin des Dotationsfonds für das künftige Mémorial de Rivesaltes ernannt.
Seit März 2013 gehörte Anne Lauvergeon dem Aufsichtsrat von Airbus Group SE (bis 2013 European Aeronautic Defence and Space Company, EADS) an. In Frankreich wurde zeitweilig über Bestrebungen Lauvergeons spekuliert, Vorstandsvorsitzende des  Luft- und Raumfahrtkonzerns zu werden. Im März 2016 lief ihr Aufsichtsrat-Mandat aus.
Im April 2013 wurde Anne Lauvergeon von Premierminister Jean-Marc Ayrault zur Vorsitzenden einer «Innovations-Kommission» aus Naturwissenschaftlern, Wirtschaftswissenschaftlern und Unternehmern ernannt, die Frankreich «technologisch und industriell auf die Herausforderungen der kommenden 20 Jahre vorbereiten» soll. Zusammen mit Kemal Derviş wurde sie im gleichen Jahr Vorsitzende des wissenschaftlichen Beirats des französisch-türkischen Think-Tanks Institut du Bosphore.
Im Februar 2014 schied Lauvergeon aus dem Aufsichtsrat der in großen wirtschaftlichen Schwierigkeiten steckenden Libération aus.
Am 5. März 2014 meldete das multinationale Bergbauunternehmen Rio Tinto die Aufnahme von Anne Lauvergeon in seinen Aufsichtsrat.

### Die UraMin-Affäre
Im Januar 2012 wurde Anne Lauvergeon erstmals verdächtigt, in Betrügereien um die 2004 gegründete und auf den Britischen Jungferninseln registrierte kanadische Bergbau-Gesellschaft UraMin verwickelt gewesen zu sein. Areva hatte UraMin im Jahr 2007 zum hohen Preis von 1,8 Milliarden Euro (aus öffentlichen Mitteln) übernommen, ohne dass dieses Unternehmen bis zu diesem Zeitpunkt überhaupt jemals Erz gefördert hatte. Lauvergeon hatte den Kauf des Unternehmens seinerzeit gegen den Rat ihrer Mitarbeiter beschlossen. Eine von Areva rasch einberufene interne Untersuchungskommission entlastete die ehemalige Präsidentin. Für die vermuteten Schmiergeld- und Kick-Back-Zahlungen an Politiker afrikanischer Länder, besonders der Republik Südafrika, in denen Erzminen der Gesellschaft liegen, fanden sich keine Beweise. Umso mehr wurde in der Folge Lauvergeons Ehemann, der auf Mineralerz-Handel spezialisierte Unternehmensberater Olivier Fric, des Insiderhandels verdächtigt, weil er  2007 ein großes Aktienpaket des Minenunternehmens erworben hatte, unmittelbar bevor dieses von Areva übernommen wurde. Gegen Fric wird in diesem Zusammenhang seit 23. März 2016 offiziell gerichtlich ermittelt.
Der französische Rechnungshof untersucht 2014 Lauvergeons Tätigkeit bei Areva. Er kritisiert Lauvergeon Geschäfts-Aktivitäten, ihre Gehaltsentwicklung, insbesondere eine auf falschen Erfolgsangaben beruhende Gehaltserhöhung sowie insbesondere den Misserfolg des EPR und den Kauf von UraMin. Die beiden letztgenannten Unternehmungen haben den französischen Staat auf Grund der schlechten Vorbereitung durch Areva mehrere Milliarden Euro gekostet. Zu ihrer Rechtfertigung verweist Anne Lauvergeon darauf, dass der Aufsichtsratsvorsitzende Jean-Cyril Spinetta die Bedingungen des Erwerbs von UraMin nicht beanstandet habe und dass die Bilanzen von Areva durch mehrere Wirtschaftsprüfer bestätigt worden seien. Der Rechnungshof eröffnete bezüglich Lauvergeons Geschäftsführung in den Jahren 2007 bis 2010 eine Voruntersuchung wegen «Vorlage oder Veröffentlichung einer ungenauen oder unzuverlässigen Bilanz» und «Verbreitung falscher oder betrügerischer Informationen».
Am 17. Februar 2016 wurde Lauvergeon in der Magazinsendung „Pièces à conviction“ des Senders France 3 für die zwischen 10 und 15 Milliarden Euro betragenden Verluste des Areva-Konzerns verantwortlich gemacht.
Im Mai 2016 wurde gegen Lauvergeon ein Verfahren wegen «Vorlage oder Veröffentlichung einer ungenauen oder unzuverlässigen Bilanz» eröffnet.